# Jaroslav (okres Pardubice)
Jaroslav je obec, která se nachází v okrese Pardubice, kraj Pardubický. Žije zde 259 obyvatel.

## Historie
První písemná zmínka o obci pochází z roku 1399. Historie obce sahá do období rybníkářství, v doby předhusitské, kde v okolí současné obce bylo vytvořeno 19 rybníků. U těchto rybníků se začalo tvořit sídliště. Jako první zmínka je o stavbě dřevěného mlýna, postaveného u přímého výtoku zdroje na Ježku. Druhá nejstarší budova byla hospoda, kde se vybíralo mýtné, z každého koně, či osobu. Prvotně v obci byla obživou pálení milířů, kde tato krajina byla nazývána "čmudírnou". V době feudalismu byla část rybníků zrušena a v okolí obce se začalo pěstovat. V pozdějších dobách se jako obživa stala práce v lese a těžba dřeva.

## Geografie
Obec se nachází v Holické kotlině v České křídové tabuli v nadmořské výšce 275 m n. m. Obcí protéká říčka Lodrantka. Jaroslav se nachází 32 km východně od krajského města Pardubice.

## Současnost obce
- V obci je obecný úřad s místní samosprávou
- V obci působí sbor dobrovolných hasičů se sídlem ve vlastní požární zbrojnici
- V budově bývalé školy je velká kulturní místnost využívána pro kulturní akce
- V obci působí praktický lékař pro dospělé a lékař pro děti a mladistvé
- Sportoviště - fotbalové hřišti a víceúčelové hřiště za budovou bývalé školy

## Spolky a sdružení
- Dobrovolný sbor hasičů
- Tělovýchovná jednota Jaroslav, oddíl kopané
- Myslivecké sdružení

## Kultura a památky
V obci funguje obecní knihovna. Obec je členem dobrovolného svazku Holicka
V obci se nachází pomník k obětem 1. světové války. Za obcí je pomník padlého sovětského vojáka z 2. světové války.